# Johnny Bucyk
John Paul Bucyk, född 12 maj 1935 i Edmonton, Alberta, är en kanadensisk före detta professionell ishockeyspelare. Bucyk spelade 23 säsonger i NHL åren 1955–1978, två säsonger för Detroit Red Wings och 21 säsonger för Boston Bruins. 
Johnny Bucyk inledde sin NHL-karriär med Detroit Red Wings säsongen 1955–56. Inför säsongen 1957–58 bytte Red Wings bort honom till Boston Bruins. I Boston spelade han inledningsvis i en kedjeformation med Bronco Horvath och Vic Stasiuk, en kedja som kallades "Uke Line" på grund av spelarnas ukrainska härkomst.
Bucyk vann två Stanley Cup med Boston Bruins, säsongerna 1969–70 och 1971–72.

## Statistik
| 1951–52    | Edmonton Oil Kings | WCJHL      | —    | —   | —   | —    | —   | 1   | 0  | 0  | 0   | 0  |
| 1952–53    | Edmonton Oil Kings | WCJHL      | 39   | 19  | 12  | 31   | 24  | 12  | 5  | 1  | 6   | 14 |
| 1953–54    | Edmonton Oil Kings | WCJHL      | 33   | 29  | 38  | 67   | 38  | 21  | 28 | 17 | 45  | 30 |
| 1953–54    | Edmonton Flyers    | WHL        | 2    | 2   | 0   | 2    | 2   | —   | —  | —  | —   | —  |
| 1954–55    | Edmonton Flyers    | WHL        | 70   | 30  | 58  | 88   | 57  | 9   | 1  | 6  | 7   | 7  |
| 1955–56    | Edmonton Flyers    | WHL        | 6    | 0   | 0   | 0    | 9   | —   | —  | —  | —   | —  |
| 1955–56]   | Detroit Red Wings  | NHL        | 38   | 1   | 8   | 9    | 20  | 10  | 1  | 1  | 2   | 8  |
| 1956–57    | Detroit Red Wings  | NHL        | 66   | 10  | 11  | 21   | 41  | 5   | 0  | 1  | 1   | 0  |
| 1957–58    | Boston Bruins      | NHL        | 68   | 21  | 31  | 52   | 57  | 12  | 0  | 4  | 4   | 16 |
| 1958–59    | Boston Bruins      | NHL        | 69   | 24  | 36  | 60   | 36  | 7   | 2  | 4  | 6   | 6  |
| 1959–60    | Boston Bruins      | NHL        | 56   | 16  | 36  | 52   | 26  | —   | —  | —  | —   | —  |
| 1960–61    | Boston Bruins      | NHL        | 70   | 19  | 20  | 39   | 48  | —   | —  | —  | —   | —  |
| 1961–62    | Boston Bruins      | NHL        | 67   | 20  | 40  | 60   | 32  | —   | —  | —  | —   | —  |
| 1962–63    | Boston Bruins      | NHL        | 69   | 27  | 39  | 66   | 36  | —   | —  | —  | —   | —  |
| 1963–64    | Boston Bruins      | NHL        | 62   | 18  | 36  | 54   | 36  | —   | —  | —  | —   | —  |
| 1964–65    | Boston Bruins      | NHL        | 68   | 26  | 29  | 55   | 24  | —   | —  | —  | —   | —  |
| 1965–66    | Boston Bruins      | NHL        | 63   | 27  | 30  | 57   | 12  | —   | —  | —  | —   | —  |
| 1966–67    | Boston Bruins      | NHL        | 59   | 18  | 30  | 48   | 12  | —   | —  | —  | —   | —  |
| 1967–68    | Boston Bruins      | NHL        | 72   | 30  | 39  | 69   | 8   | 3   | 0  | 2  | 2   | 0  |
| 1968–69    | Boston Bruins      | NHL        | 70   | 24  | 42  | 66   | 18  | 10  | 5  | 6  | 11  | 0  |
| 1969–70    | Boston Bruins      | NHL        | 76   | 31  | 38  | 69   | 13  | 14  | 11 | 8  | 19  | 2  |
| 1970–71    | Boston Bruins      | NHL        | 78   | 51  | 65  | 116  | 8   | 7   | 2  | 5  | 7   | 0  |
| 1971–72    | Boston Bruins      | NHL        | 78   | 32  | 51  | 83   | 4   | 15  | 9  | 11 | 20  | 6  |
| 1972–73    | Boston Bruins      | NHL        | 78   | 40  | 53  | 93   | 12  | 5   | 0  | 3  | 3   | 0  |
| 1973–74    | Boston Bruins      | NHL        | 76   | 31  | 44  | 75   | 8   | 16  | 8  | 10 | 18  | 4  |
| 1974–75    | Boston Bruins      | NHL        | 78   | 29  | 52  | 81   | 10  | 3   | 1  | 0  | 1   | 0  |
| 1975–76    | Boston Bruins      | NHL        | 77   | 36  | 47  | 83   | 20  | 12  | 2  | 7  | 9   | 0  |
| 1976–77    | Boston Bruins      | NHL        | 49   | 20  | 23  | 43   | 12  | 5   | 0  | 0  | 0   | 0  |
| 1977–78    | Boston Bruins      | NHL        | 53   | 5   | 13  | 18   | 36  | 4   | 0  | 0  | 0   | 0  |
| NHL totalt | NHL totalt         | NHL totalt | 1540 | 556 | 813 | 1369 | 497 | 124 | 41 | 62 | 103 | 42 |